# Seznam hrvaških politikov
Seznam hrvaških politikov.

## A
- Dragutin Accurti
- Đurđa Adlešić
- Božidar Adžija
- Lutvo Ahmetović
- Mirela Ahmetović
- Cezar Akačić
- Mehmed (Meho) Alajbegović
- Milan Amruš
- Ivan Amulić
- Ivan Ancel
- Budislav Grgur Andjelinović
- Ivan Andres
- Stanko Andrijević
- Ingrid Antičević-Marinović
- Barbara Antolić Vupora
- Željka Antunović
- Ivan Anušić
- Davor Aras & Tereza Ganza-Aras
- Mato Arlović
- Roko Arneri
- Franjo Arnold
- Andrija Artuković
- Ljudevit Auer
- Antun Augustinčić
- Nikica Augustinović

## B
- Antun Babić
- Ivo Babić (politik)
- Ljubo Babić
- Vjekoslav Bach
- Maks(o) Baće - Milić
- Branko Bačić
- Marijan Badel
- Nikola Badovinac
- Ivan Bagarić
- Snježana Bagić
- Risto Bajalski
- Ante (Antonio) Bajamonti
- Damir Bajs
- Andre Bakarčić
- Vladimir Bakarić
- Damir Bakić
- Lujo Bakotić
- Boris Bakrač
- Ivo Baldasar
- Josip Balen
- Šime Balen
- Dušan Baljak
- Ivo Baljkas - Žak
- Milutin Baltić
- Matija Ban
- Ivo Banac
- Milan Bandić
- Mario Banožić
- Jovan Banjanin
- Luka Banović ?
- Gustav Barabaš ?
- Fran Barac
- Erazmo Barčić
- Miro Barešić
- Pavo Barišić
- Stephen Nikola (Stjepo) Bartulica
- Đuro Basariček
- Mirko Bašić
- Mate Baštijan
- Ernest Bauer
- Arsen Bauk
- Luka Bebić
- Vladimir Bebić
- Koloman Bedeković Komorski
- Vesna Bedeković
- Vilko Begić
- Nikola Begović
- Velimir Belajec
- Marko Belinić
- Krešo Beljak
- Sandra Benčić
- Andrea Benussi
- Branko Benzon
- Davor Bernardić
- Ivan Bernardić
- Vili Beroš
- Anka Berus
- Hilmija Bešlagić
- Andrija Betlehem
- Juraj (Vicko) Biankini (Bianchini)
- Antun Biber - Tehek
- Rudolf Bićanić
- Srećko Bijelić
- Dušan Bilandžić
- Ivo Bilandžija
- Vladimir Bilek
- Jure Bilić
- Hidajet (Hido) Biščević
- Božo Biškupić
- Savo Bjelanović
- Jakov Blažević
- Miroslav Blažević
- Blaženko Boban
- Mate Boban
- Janko Bobetko
- Ivo Bogdan
- Mirko Bogović
- Vilim Miloš Boić
- Josip Boljkovac
- Lovro Borčić
- Frano Borelli-Vranski
- Manfred Borelli-Vranski
- Biljana Borzan
- Mladen Bosilj
- Mirko Bošković
- Karlo Bošnjak
- Dražen Bošnjaković
- Luka Botić
- Ivan Božičević - Beli
- Mirko Božić
- Davor Božinović
- Ernest Brajder
- Stojan Brajša (Italija)
- Bogoljub Bratić?
- David Bregovac
- Aleksandar Bresztyenszky (Brešćenski, Šandor)
- Josip Briglević
- Dušan Brkić
- Milan Brkić
- Milijan Brkić
- Zvonko Brkić
- Josip Brnčić
- Nikolina Brnjac
- Stjepan Brolich
- Josip Broz (Tito)
- Mavro Broz
- Mišo Broz
- Nikola Brozina
- Krešimir Bubalo
- Stjepan Buć
- Divko Budak
- Mile Budak
- Srđan Budisavljević
- Dražen Budiša
- Mirko Buić
- Mirko Bukovec
- Ivan - Čiro Buković
- Vilim Bukšeg
- Edo Bulat
- Gajo (Filomen) Bulat
- Gajo Bulat ml.
- Rade Bulat ?
- Mate Bulić
- Miro Bulj
- Vice Buljan
- Josip Buljević
- Josip Bunjevac
- Majda Burić
- Bruno Bušić
- Ivan Butković
- Oleg Butković
- Anka Butorac (-Parović)
- Boris Buzančić
- Mijo Bzik

## C
- Josip Cabas
- Zlatko Canjuga
- Pavao Canki
- Nikola Car - Crni
- Pero (Petar) Car - Zvrk
- Rudolf Car
- Stjepan Car
- Branko Caratan
- Josip Cazi
- Dragutin Cekuš
- Eduard Cenčić
- Ivan Cesar
- August Cesarec
- Marin Cetinić
- Levin Chavrak Letovanički
- Ante Ciliga (1898-1992)
- Ljerka Cividini
- Mato Crkvenac
- Jadranko Crnić
- Bogdan Crnobrnja
- Dragan Crnogorac
- Ivan Cukon
- Slavko Cuvaj
- Marijan Cvetković
- Đuro Cvijić Duka
- Štefek Cvijić
- Onesin Cvitan
- Čedomir Cvrlje
- Vjekoslav Cvrlje

## Č
- Radimir Čačić
- Dušan Čalić
- Ervin Čeh (Cseh)
- Ivan Čehok
- Ivan Čermak
- Đuro (Gjuro) Červar
- Šime Červar
- Ivan Zvonimir Čičak
- Alenka Košiša Čičin-Šain
- Ernest Čimić
- Melko Čingrija
- Pero Čingrija
- Petar Čobanković
- Ferdo Čulinović?
- Stjepan Čuraj

## Ć
- Avelin Ćepulić
- Ljubo Ćesić Rojs
- Vladimir Ćopić
- Tomislav Ćorić
- Tode Ćuruvija

## D
- Savka Dabčević-Kučar
- Josip Dabro
- Martina Dalić
- Giuliano Đanić
- Ivan Danilo
- Josip Debeljak
- Stjepan Debeljak-Bil
- Dino Debeljuh
- Sivije Degen
- Ivo De Giulli
- Vlaho De Giulli
- Slavko Degoricija
- Luciano Delbianco
- Svetozar Delić
- Juraj Demetrović
- Marijan Derenčin
- Ema Derosi-Bjelajac
- Uroš Desnica
- Krešimir Devćić
- Đuro Deželić
- Velimir Deželić ml.
- Dušan Diminić
- Dragutin Dimitrović
- Blaženka Divjak
- Pero Djetelić
- Juraj Dobrila
- Slaven Dobrović
- Goran Dodig
- Žarko Domljan
- Marko Došen
- Perica Dozet
- Krunoslav Draganović?
- Dušan Dragosavac
- Veljko Drakulić
- Janko Drašković
- Juraj Draušnik
- Davor Dretar
- Branko Drezga
- Mato Drinković
- Ante Drndić
- Ivo Družić
- Ivan Dujmić
- Ante Dulibić
- Jozo Dumandžić
- Veljko Džakula
- Krešimir Džeba

## Đ
- Đuro Đaković
- Anto Đapić
- Josip Đerđa
- Šime Đodan
- Milan Đukić
- Stjepan Đureković

## E
- Rudolf Erber
- János Erdődy
- Šime Erlić
- Simo Eror
- Bruna Esih

## F
- Ivan(ko) Farolfi
- Mirko Fiket
- Ante Filipančić
- Davor Filipović
- Marko Filipović
- Tomislav (Miroslav) Filipović-Majstorović
- Goranko Fižulić
- Gvozden Flego
- Valter Flego
- Petar Fleković
- Fran Folnegović
- Vladimir Frajtić
- Jure Francetić
- Ivo Frank
- Josip Frank
- Vladimir Frank
- Frankopani
- Vjekoslav Frigan
- Josip Friščić
- Ivica Frković
- Mate Frković
- Beška Frntić
- Frane Frol
- Ivo Frol
- Radovan Fuchs

## G
- Ivan Gabelica
- Veselko Gabričević
- Ljudevit Gaj
- Grgo Gamulin
- Franjo Gaži
- Pavle Gaži
- Leon Geršković
- Vesna Girardi-Jurkić
- Drago Gizdić
- Ksaver Šandor Gjalski (Ljubo Babić)
- Katica Glamuzina
- Željko Glasnović
- Sabina Glasovac
- Branimir Glavaš
- Tonči Glavina
- Ivan Gmajner
- Slavko Goldstein
- Frane Vinko Golem
- Karlo Gorinšek
- Ivan Gošnjak
- Vlado Gotovac
- Viktor Gotovac
- Slavko Govedić
- Kolinda Grabar-Kitarović
- Nikola Grabić
- Mirko Grahovac
- Ivan Granđa
- Goran Granić
- Mate Granić
- J. Grašić?
- Čedo Grbić
- Peđa Grbin
- Branko Grčić
- Dragutin Grdenić (star.)
- Pavle Gregorić - Brzi
- Franjo Gregurić
- Ivica Gretić
- Ivo Grisogono
- Prvislav Grisogono
- Dušan Grković
- Gordan Grlić Radman
- Nikola Grmoja
- Antun Grošić
- Niko Gršković
- Damir Grubiša
- Marinko Gruić
- Josip Gržanić
- Josip Gržetić
- Marija (Maca) Gržetić-Kovačić
- Senka Gulin

## H
- Hakija Hadžić ?
- Siniša Hajdaš Dončić
- Domagoj Hajduković
- Franjo Haller
- Lavoslav Hanžek
- August Harambašić
- Dragutin Haramija
- Zlatko Hasanbegović
- Pavao Hatz
- Juraj Haulík Váralyai
- Ivan Havliček
- Andrija Hebrang
- Andrija Hebrang mlajši
- Nikola Hećimović
- Stjepan Hefer
- Vjekoslav Heinzel
- Rudolf Herceg
- Rudolf Hercigonja
- Mislav Herman
- Vilim Herman?
- Goran Hill
- Hinko Hinković
- Armin Hodžić
- Janko Holjac
- Tatjana Holjevac
- Većeslav Holjevac
- Mirela Holy
- Aleksandar Horvat
- Branko Horvat
- Rudolf Horvat
- Vedran Horvat
- Josip Horvatin
- Kamilo Horvatin
- Jovan Hranilović
- Dario Hrebak
- Silvano Hrelja
- Branko Hrg
- Josip Hrnčević
- Franjo Hrustić
- Mirko Hrvat
- Dragutin Hrvoj
- Juraj Hrženjak
- Valent Huzjak

## I
- Ladislav Ilčić
- Ljubo Ilić
- Mijo Ipša
- Vjekoslav Ivančić - Điđi
- Josip Ivandija
- Nikola Ivaniš
- Juraj Ivanišević
- Katica Ivanišević
- Stjepan Ivanišević
- Vicko Ivčević
- Tomislav Ivčić
- Ivan Iveković
- Mladen Iveković
- Stjepan Iveković
- Ante Iveša
- Jure Ivezić
- Stjepan Ivičević
- Stjepan Ivić
- Daniel Ivin
- Mirko Ivković Ivandekić

## J
- Josip Jablanović
- Mate Jablanović
- Antun (Ante) Jakić
- Josip Jaklin (slov. rodu)
- Ivan Jakovčić
- Adolf Jakšić
- Mato (Matija) Jakšić
- (Pavle Jakšić)
- Baltazar Jalšovec
- Tomo Jalžabetić
- Milivoj Jambrišak
- Tomo Jančiković
- Davor Jandrić
- Gordan Jandroković
- Vlado Janić - Capo
- Grga Jankes
- Julije Janković Daruvarski (1820-1904)
- Edo (Eduard) Jardas (1901-80)
- Ivan Jarnjak
- Zoran Jašić
- Stipe (Stjepan) Javor
- Dragana Jeckov
- Josip Jedlowski
- Josip Jelačić
- Ljudevit Jelačić
- Vicko Jelaska
- Jakov Jelašić
- Ivo Jelavić
- Branimir  "Branko" Jelić
- Marko Jelić
- Kazimir Jelovica
- Ivan Nepomuk Jemeršić
- Tomislav Jonjić
- Ante Josipović
- Antun Daniel Josipović
- Imbro Josipović
- Ivo Josipović
- Pavle (Paja) Jovanović
- Stjepan Jovanović
- Željko Jovanović
- Dejan Jović
- Miroslav Juhn
- Ilija Jukić
- Ljubo Jurčić
- Neven Jurica
- Ante Jurjević Baja
- (Marko Jurić)
- Ivan Jurković (dr. tehn.)

## K
- Franjo Kajfež
- Damir Kajin
- Veljko Kajtazi
- Blaž Kalafatić
- Marijan Kalanj
- Dragutin Kale
- Roko Kaleb
- Pavle Kalinić
- Paško Kaliterna
- Božidar Kalmeta
- Dražen Kalogjera
- Janko Kamauf
- Mate Kapović
- Tomislav Karamarko
- Ratko Karlović
- John Kasich
- Kazimir Katalinić
- Radojka Katić
- Božidar Kavran
- Ivana Kekin
- Đuka Kemfelja
- Otokar Keršovani
- Željko Kerum
- Mladen Kešer
- Károly Khuen-Héderváry
- Ivica Kirin
- Đuro Kladarin
- Miho(vil) Klaić
- Petar Klarić
- Darko Klasić
- Joško Klisović
- Mirko Kljajić Stari
- Franjo Knebl
- Radule Knežević?
- Stijepo (Stefan) Knežević
- Stijepo Kobasica?
- Aleksander Koharović?
- Mislav Kolakušić
- Josip Kolar Matek
- Željko Kolar
- Josip Kolumbo
- Zlatko Komadina
- Slavko Komar
- Zvonimir Komarica
- Josip Kompare (Kompra)
- Rade Končar
- Vesna Konigsknecht
- Vjekoslav Koprivnjak
- Marko Koprtla
- Vitomir Korać
- Ladislav Kordič (Lavoslav Kordić, Lazar)
- Mirko Korotaj
- Svetomir Korporić
- Ivo Korsky
- Gordan Kosanović
- Sava Kosanović (hrv.-srb.)
- Darinko Kosor
- Jadranka Kosor
- Ivica Kostović
- Marko Kostrenčić
- Tito Kosty
- Vladimir Košak
- Doris Košta
- August Košutić
- Mirko Košutić
- Stjepan Košutić
- Ante Kotromanović
- Miro Kovač
- Anto Kovačević
- Božo Kovačević
- Dubravka Kovačević
- Ivica (Ivan) Kovačević
- Karla (Dragutin, Karlo) Kovačević
- Stjepan Kovačević
- Toma Kovačević
- Stjepan Kožić
- Marko Kožul(j)
- Stefan Kraft
- Ivan Krajač "Žan"
- Ivan Krajačić "Stevo"
- Soka Krajačić
- Antun Krajnović
- Hrvoje Kraljević
- Mile Kramarić
- Zlatko Kramarić
- Davor Krapac
- Josip Kraš
- Ivo Krbek
- Pavao Krce
- Otmar Kreačić
- Josip Kregar
- Ivan Krešić
- Nikola Krestić
- Petar Kriste
- Ivan (Ivo) Kristelj
- Mirjana Krstinić
- Vinko Krišković
- Milan Krištof
- Hinko Krizman
- Ivan Krndelj
- Juraj Krnjević
- Damir Krstičević
- Ivan Krstić
- Mirjana Krstinić
- Vicko Krstulović
- Andro Krstulović Opara
- Izidor (Iso) Kršnjavi
- Juraj Kučić
- Milka Kufrin (por. Bulat)
- Ante Kujundžić
- Milan Kujundžić
- Ivica Kukavica
- Ivan Kukoć?
- Ivan Kukuljević Sakcinski
- (Džafer Kulenović)
- (Osman Kulenović)
- Joso (Josip) Kulišić
- Krsto Kulišić
- Franjo Kulmer
- Miroslav Kulmer ml.
- Đuro Kumičić
- Eugen Kumičić
- Joakim Kunjašić
- Milan Kuprešanin
- Šime Kurelić
- Lovro Kurir
- Lovro Kuščević
- Josip Kušević
- Svetozar Kušević
- Dragojlo Kušlan
- Ivan Kuštrak
- Živan Kuveždić
- Ivan (Ivo) Kuzmić
- Eugen Kvaternik
- Eugen Dido Kvaternik
- Slavko Kvaternik

## L
- Matko Laginja
- Filip Lakuš
- Slobodan Lang
- Ivo Latin
- Josip Leko
- Mirko (in Benko) Lentulaj
- Ljubo Leontić
- Dragutin Lesar
- Slaven Letica
- Slavko Linić
- Erih Lisak
- Ive Livljanić
- Ermina Lekaj Prljaskaj
- Krunoslav Lokmer
- Budimir Lončar (1924 - 2024)
- Darko Lorencin
- Ivan Lorković
- Mladen Lorković
- Vinko Lovreković
- Ana Lovrin
- Ivan Lovrinović
- Branka Lozo
- Vjekoslav Luburić
- Šime Lučin
- Emil Ludviger
- Edo Lukinić

## M
- Jerko Machiedo
- Artur Machnik
- Vladko Maček
- Anica Magašić
- Božidar Magovac
- Ivan Majstorović
- Julije Makanec
- Milan Makanec
- Ivana Maletić
- Ante Mandić
- Frane Mandić
- Matko Mandić
- (Nikola Mandić)
- Oleg Mandić
- Josip Manolić (1920-2024)
- Gordan Maras
- Ivo Margan
- Jure Marić
- Zdravko Marić
- Milan Marjanović
- Ante Marković
- Elio Martinčić
- Božidar Maslarić
- Ivica Maštruko
- Leo Mates
- Zlatko Mateša
- Predrag Fred Matić
- Miloš Matijević Mrša
- Marina Matulović Dropulić
- Frano Matušić
- Antun Mavrak
- Ivan Mažuranić
- Tomo Medved
- Meho Mehičić
- Tomislav Merčep
- Jasen Mesić
- Stipe Mesić
- (Ademaga Mešić)
- Vilim Meško
- Mate Meštrović
- Slavko Meštrović
- Andreja Metelko Zgombić
- Stanoje Mihaldžić
- Makso Mihalić
- Vladimir Mihaljević
- Antun Mihalović
- Nedjeljko Mihanović
- Mato Mikić
- S. Miklaužić
- Branko Mikša
- Andrija Mikulić
- Božo Milanović (1890-1980)
- Zoran Milanović
- Ivan Milas
- Boris Miletić
- Vinko (Vicko) Milić
- Darko Milinović
- Nikola Miljanić?
- Pavao Miljavac
- Orsat Miljenić
- Boris Milošević
- Domagoj Ivan Milošević
- Ante Milković
- Antun Milović
- Neven Mimica
- Drago Mintas
- Ljerka Mintas-Hodak
- Josip Miškatović
- Milan Mišković
- Stipo Mlinarić
- Lovro Monti
- Vedran Mornar
- Nikola Moskatelo
- Adolf Mošinsky
- Anka Mrak Taritaš
- Karlo Mrazović
- Matija Mrazović
- Zdravko Mršić
- (Ismet Muftić)
- Vilim Mulc
- Zdravko Mustač

## N
- Davor Nađi
- Miroslav Navratil
- Vladimir Nazor
- Hrvoje Niče
- (Gojko Nikoliš)
- Ante Nikšić
- Ivan Ninić
- Anto Nobilo?
- Natko Nodilo
- Ivan Novak (1884-1934) (Medžimurje)
- Nikola Novaković
- Mladen Novosel

## O
- Vojko Obersnel
- Nina Obuljen Koržinek
- Jasna Omejec
- Milanka Opačić
- Stanko Opačić - Ćanica
- Vlaho Orepić
- Bogdan Orešćanin
- Dalija Orešković
- Marko Orešković - Krntija
- Tihomir Orešković
- Rajko Ostojić
- Ranko Ostojić
- Ognjeslav Utješenović Ostrožinski
- Andro Ozretić
- Metel Ožegović

## P
- Ivan Paleček
- Morana Paliković Gruden
- Josip Pankretić, sin Božidar Pankretić
- Pavle Papp Šilja?
- Ivan Parać
- Ante Paradžik
- Dobroslav Paraga
- Ivić Pašalić
- Ivan Pauletta
- Dalibor Paus
- Ante Pavelić starejši
- Ante Pavelić
- Krešimir Pavelić
- Vlasta Pavić
- Jelena Pavičić Vukičević
- Mihovil Pavlek - Miškina
- Mirko Pavleković
- Nikola Pavletić
- Vlatko Pavletić
- Marijan Pavliček
- Antun Pavlinić
- Mihovil Pavlinović
- Milan Pavlović (politik)
- Zdravko Pečar (diplomat)
- Teodor Peičić
- Ladislav Pejačević
- Teodor Pejačević
- Stjepan Pejaković
- Marija Pejčinović Burić
- Kata Pejnović
- Ivan Penava
- Katarina Peović Vuković
- Marino Percan
- Gustav Perčec
- Ivan Perčević
- Stijepo Perić
- Ivo Perišin
- Josip Perković
- Ivan Pernar
- Ivo N. Perović
- Ivan Peršić
- Anton Peruško
- Igor Peternel
- Marijana Petir
- Drago Petrović
- Jozo Petović
- Tomislav Petrak
- Živko Petričić
- Ivan Petrić
- Jakša Petrić
- Božo Petrov
- Tonino Picula
- Ivo Pilar
- Pero Pirker
- Milka Planinc
- Andrej Plenković
- Dijana Pleština?
- Mirjana Poček-Matić
- Mile Počuča
- Damir Polančec
- (Ladislav Polić)
- Dinko Politeo
- Ivo Politeo
- (Vlado Popović - Španac)
- Matija Posavec
- Fran Potočnjak
- Željko Potočnjak
- Josip Predavec
- Nikola Preka
- Drago Prgomet
- Adam Pribićević
- Branko Pribičević
- Rade Pribićević
- Svetozar Pribičević
- Valerijan Pribićević
- Maksimilijan Prica
- Ognjen Prica
- Dragan Primorac
- Marko Primorac
- Ante Prkačin
- Ivo Prodan
- Rudi Prpić (Rudi Perpich)
- Šime Prtenjača
- Stjepan Prvčić
- Mirko Puk
- Ivica Puljak
- Marijana Puljak
- Zvonimir Puljić
- Milorad Pupovac
- Vesna Pusić

## R
- Agata Račan
- Ivica Račan
- Franjo Rački
- Antun Radić
- Ivan Radić
- Marija Radić (Marie Dvořáková)
- Mario Radić
- Pavle (Pavao) Radić
- Stjepan Radić
- Furio Radin
- Jozo Radoš
- Aleksandar Rakodczay
- Dušan Rakovac
- Milan Ramljak
- Predrag Raos
- Zvonko Raos
- Nino Raspudić
- Jovan Rašković
- Stjepan Ratković
- Levin Rauch
- Pavao Rauch
- Urša Raukar Gamulin
- Željko Reiner
- Karlo Ressler
- Ivan Ribar
- Ivo Lola Ribar
- Vilko Rieger
- Josipa Rimac
- Iva Rinčić
- Svetozar Ritig
- Milan Rojc (1855-1946)
- Ante Roje
- Stipe Romac
- Berislav Rončević
- Davorin Rudolf
- Ivan Rukavina
- Milan Rukavina-Šain
- Milivoj Rukavina
- Anđelko Runjić
- Viktor Ružić

## S
- Renata Sabljar-Dračevac
- Željko Sačić
- Dragutin Saili
- Đuro Salaj
- Ante Sanader
- Ivo Sanader
- Gabriel Santo
- Ivo Sarajčić
- Celestin Sardelić
- Jure Sarić
- Sanja Sarnavka
- Nikola Sekulić - Bunko
- Marija Selak Raspudić
- Nikola Selaković
- Ivo Senjanović
- David Sinčić
- Ivan Vilibor Sinčić
- Jakov Sirotković
- Josip Skočibušić
- Marko Sladoljev
- Petar Slapničar
- Uroš Slijepčević
- Tadija Smičiklas
- Josip Smodlaka
- Sloven Smodlaka?
- Bariša Smoljan
- Smiljko Sokol
- Tomislav Sokol
- Vjekoslav Spinčić
- Daniel Srb
- Zlatan Sremec
- Velimir Srića
- Stjepan Srkulj
- Vojislav Stanimirović
- Mihovil Stanišić
- Ante Starčević
- David Starčević
- Karlo Starčević
- Mate (Vene) Starčević
- Milo (Mile) Starčević
- Eugen Starešinić
- Nikola Steinfl
- Davor Ivo Stier
- Marijan Stilinović
- Drago Stipac
- Stanko Stojčević
- Anđelko Stričak
- Frano Supilo
- Milan Sufflay
- Iván Skerlecz (Ivan Škrlec)
- Alojzije Stepinac
- Ante Stojanović
- Josip Juraj Strossmayer
- (Tomislav Sunić)
- (Jozo Sunarić)
- Frano Supilo
- Lovro Sušić

## Š
- Slavko Šajber
- Petar Šarčević
- Ivan (Ev.) Šarić
- Hrvoje Šarinić
- Kerubin Šegvić
- Vladimir Šeks
- Miroslav Šeparović
- Zvonimir Šeparović (1928-2022)
- Dragovan Šepić?
- Ivan (Ivo) Šiber
- Ivan Šibl
- Milovan Šibl
- Josip Šilović
- Hrvoje Šimić
- Marijan Šimić
- Anja Šimpraga
- Janko Šimrak
- Ivan Šimonović
- Anja Šimpraga
- Dinko Šimunović
- Berislav Šipuš
- Joso Škara
- Vesna Škare-Ožbolt
- Dane Škarica
- Petar Škarica
- Vjekoslav Škarica
- Borislav Škegro
- Miroslav Škoro
- Vesna Škoro-Vučemilović
- Ivo Škrabalo
- Mato Škrabalo
- Zdenko Škrabalo
- Ivan Škrlec Lomnički (Iván Skerlecz)
- Zlatko Šnajder
- Josip Šokčević
- Ljudevit Šolc
- Marija Šoljan Bakarić
- Zorislav Šonje
- Hrvoje Šošić
- Martin Špegelj
- Mika Špiljak
- Đuro Špoljarić
- Boris Šprem
- Karlo Štajner (Karl Steiner)
- Zdenko Štambuk
- Nikola Štedul
- Predrag Štromar
- Ivan Šubašić
- Milan Šufflay
- Dubravka Šuica
- Ivan Šuker
- Bogoslav Šulek
- Dinko Šuljak
- Benjamin Šuperina
- Đuro Šurmin
- Gojko Šušak
- Ante Šušnjar
- Nikola "Geno" Šušnjar
- Tomislav Šuta
- Juraj Šutej
- Stipe Šuvar
- Danko Švorinić

## T
- Ivo Tartaglia
- Ivo Tijardović
- Nansi Tireli
- Tomislav Tolušić
- Zdravko Tomac
- Tomislav Tomašević
- Ljudevit Tomašić
- Nikola Tomašić
- Ruža Tomašić
- Zlatko Tomčić
- Tomislav Tomljenović
- Ivan Torbar
- Josip Torbar (st./ml.)
- Vladimir Torbica
- Janko Tortić
- Dragutin Toth
- Ante Tresić Pavičić
- Dinko Trinajstić
- Miko Tripalo
- Ante Trumbić
- Franjo Tuđman
- Miroslav Tuđman
- Anton Tus
- Grga Tuškan

## U
- Jovo Ugrčić
- Stipe Ugarković
- Slobodan Uzelac

## V
- Nikica Valentić
- Aleksandar Varga
- Mladen Vedriš
- Ivo Vejvoda
- Ivan Vekić
- Vladimir Velebit
- Marko Veršić
- Marko Veselica
- Vlado (Vladimir) Veselica
- Nadan Vidošević
- Davorko Vidović
- Franko Vidović
- Karolina Vidović Krišto
- Većeslav Vilder
- Nikola Visković
- Dinko Vitezić
- Joža Vlahović
- Andro Vlahušić
- Božo Vidas Vuk
- Joža Vlahović
- Andro Vlahušić
- Davor Vlaović
- Franjo Vlašić
- Lujo Vojnović
- Ante Vokić
- Ivan Vončina
- Vjekoslav Vrančić
- Đuro Vranešić
- Vanja Vranjican
- Antun Vrdoljak
- Ivan Vrdoljak
- Maksimilijan Vrhovac Rakitovečki
- Ivo Vrhovec
- Josip Vrhovec
- Damir Vrhovnik
- Ivica Vrkić
- Ante Vrkljan
- Milan Vrkljan
- Mira Vrljičak
- Vesna Vučemilović
- Marko Vučetić
- Marija Vučković
- Antun Vujić
- Branko Vukelić
- Vice Vukov

## W
- Ivan Werner

## Z
- (Veda Zagorac)
- Ivica Završki
- Hrvoje Zekanović
- Franjo Zenko
- Stjepan Zinić
- Andrea Zlatar Violić
- Jerko Zlatarić
- Josip Zmajić
- Mihael Zmajlović
- Filip Zoričić
- Željana Zovko
- Nikola III. Zrinski
- Petar Zrinski
- Ivan Zuccon (Cukon)

## Ž
- Miljenko Žagar
- Tomislav Žagar
- Andrija Žaja
- Gabrijela Žalac
- Milovan Žanić
- Miloš Žanko
- Milena Žic-Fuchs
- Rade Žigić
- Stevo Žufić
- Pave Župan-Rusković
- Mladen Žuvela
- Franjo Žužel
- Miomir Žužul
- Antun Žvan